# Liste von Rathäusern im Main-Tauber-Kreis

Die Liste von Rathäusern im Main-Tauber-Kreis führt die repräsentativen Verwaltungsmittelpunkte im baden-württembergischen Main-Tauber-Kreis auf.
Im überwiegend ländlich geprägten Main-Tauber-Kreis haben sich viele historische Rathäuser erhalten, die zum Teil noch heute von den lokalen Gemeindeverwaltungen oder Ortschaftsräten genutzt werden. Die Liste erhebt keinen Anspruch auf Vollständigkeit, weil viele Häuser, die einmal als Rathaus genutzt wurden, heute nicht mehr existieren.
Die Liste ist nach Gemeinden im Main-Tauber-Kreis unterteilt und führt neben den 18 Rathäusern der heutigen Gemeinden im Kreisgebiet (darunter 11 Städte und 7 sonstige Gemeinden) auch die jeweils letzten bekannten Rathäuser der Altgemeinden auf, die durch Eingemeindung heute zu Orts- oder Stadtteilen geworden sind.

## Besonderheiten

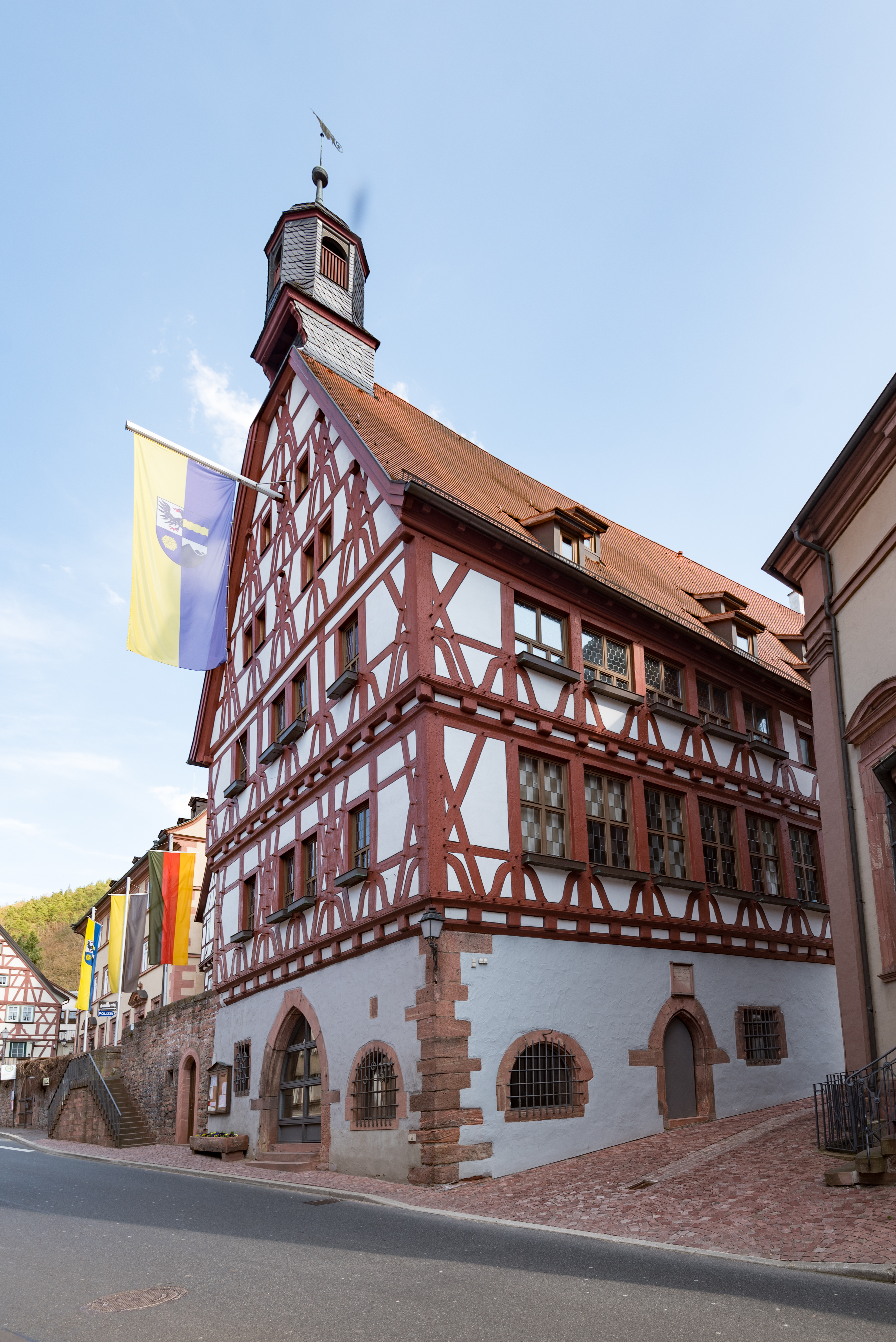
Rathaus Freudenberg, 1499 bezeichnet

Der Main-Tauber-Kreis ist der am dünnsten besiedelte Landkreis in Baden-Württemberg und durchgehend seit dem Mittelalter von einer landwirtschaftlichen Struktur geprägt. Es kam in der Neuzeit zu keiner Verdichtung von Siedlung und Industrie wie in den Ballungsgebieten, so dass zahlreiche historische Rathäuser, von denen heute einige unter Denkmalschutz stehen, recht gut erhalten blieben.
Das Freudenberger Rathaus stammt aus dem Jahre 1499 und gehört damit zu den ältesten noch als Verwaltungsgebäude genutzten Rathäusern in Deutschland. Nach einem Umbau mit Sanierung wurde es 2004 ausgezeichnet für „Beispielhaftes Bauen“.
Das Tauberbischofsheimer Rathaus ist eines der wenigen repräsentativen Rathäuser in Süddeutschland, die in neugotischem Stil errichtet wurden.
Einige Rathäuser wurden einst als Schloss oder sonstiger Adelssitz genutzt, etwa das Ahorner Rathaus (im Bettendorfschen Schloss), das Boxberger Rathaus (im ehemaligen Kurpfälzischen Amtshaus), das Külsheimer Rathaus (im Schloss Külsheim) oder das Wertheimer Rathaus (in der einstigen Fürstlichen Hofhaltung Wertheim).

## Liste von Rathäusern im Main-Tauber-Kreis

### Ahorn
Ahorn (ⓘ; 53,96 km²; 2.209 Einwohner; 41 EW je km²) mit den Gemeindeteilen Berolzheim, Buch am Ahorn, Eubigheim, Hohenstadt und Schillingstadt.
| Rathaus (Gemeinde bzw. Ortsteil)                             | Adresse (Lage)           | Errichtungszeit (Jahr der Fertigstellung) | Typ (z. B. Fachwerk oder Steinbau) | Nutzung            | Anmerkungen und Beschreibungen | Bild             |
| ------------------------------------------------------------ | ------------------------ | ----------------------------------------- | ---------------------------------- | ------------------ | --- | ---------------- |
| Rathaus Ahorn (Gemeinde) im Ortsteil Eubigheim (Altgemeinde) | Schlossstraße 24 ⊙       | 1566, 1770                                | Steinbau                           | Gemeindeverwaltung | 1566 als Bettendorfsches Schloss im heutigen Ortsteil Eubigheim errichtet. Um 1770 Neubau. Nachdem Eubigheim am 1. Dezember 1971 in die neue Gemeinde Ahorn eingegliedert wurde, dient das Schloss seitdem der Gemeinde Ahorn als Rathaus. | (weitere Bilder) |
| Rathaus Berolzheim (Altgemeinde)                             |                          |                                           |                                    |                    | |                  |
| Rathaus Buch am Ahorn (Altgemeinde)                          |                          |                                           |                                    |                    | Im ehemaligen Rathaus Buch ist neben der Ortsverwaltung auch die Freiwillige Feuerwehr Abteilung Buch beheimatet. |                  |
| Rathaus Hohenstadt (Altgemeinde)                             | Sindolsheimer Straße 2 ⊙ |                                           |                                    |                    | Ehemaliges Rathaus und Schulhaus in Hohenstadt. |                  |
| Rathaus Schillingstadt (Altgemeinde)                         | Lange Straße 61 ⊙        | 1936                                      | Fachwerk                           |                    | Reicher Zierfachwerkbau mit rundem Torbogen, 1936 bez. |                  |

Bilder der Rathäuser

### Assamstadt
Assamstadt (ⓘ; 17,20 km²; 2.236 Einwohner; 130 EW je km²) mit der Wohn- und Industriegemeinde Assamstadt; ohne weitere Ortsteile.
| Rathaus (Gemeinde bzw. Ortsteil)    | Adresse (Lage)        | Errichtungszeit (Jahr der Fertigstellung) | Typ (z. B. Fachwerk oder Steinbau) | Nutzung            | Anmerkungen und Beschreibungen                                                  | Bild |
| ----------------------------------- | --------------------- | ----------------------------------------- | ---------------------------------- | ------------------ | ------------------------------------------------------------------------------- | --- |
| Neues Rathaus Assamstadt (Gemeinde) | Bobstadter Straße 1 ⊙ |                                           |                                    | Gemeindeverwaltung | Abriss des Alten Rathauses und historisierender Neubau an fast gleicher Stelle. | Bild gesucht Die Wikipedia wünscht sich an dieser Stelle ein Bild vom hier behandelten Ort. Weitere Infos zum Motiv findest du vielleicht auf der Diskussionsseite . Falls du dabei helfen möchtest, erklärt die Anleitung , wie das geht. BW |
| Altes Rathaus Assamstadt (Gemeinde) | Bobstadter Straße 1 ⊙ | 1930                                      |                                    | Gemeindeverwaltung | 1930 errichtet und in den 1950er Jahren erweitert.                              | (weitere Bilder) |

Bilder der Rathäuser

### Bad Mergentheim
Bad Mergentheim (ⓘ; 129,97 km²; 24,023 Einwohner; 185 EW je km²) mit den Stadtteilen Althausen, Apfelbach, Bad Mergentheim, Dainbach, Edelfingen, Hachtel, Herbsthausen, Löffelstelzen, Markelsheim, Neunkirchen, Rengershausen, Rot, Stuppach und Wachbach.
| Rathaus (Gemeinde bzw. Ortsteil)              | Adresse (Lage)                  | Errichtungszeit (Jahr der Fertigstellung) | Typ (z. B. Fachwerk oder Steinbau) | Nutzung         | Anmerkungen und Beschreibungen | Bild             |
| --------------------------------------------- | ------------------------------- | ----------------------------------------- | ---------------------------------- | --------------- | --- | ---------------- |
| Rathaus Bad Mergentheim (Große Kreisstadt)    | Bahnhofplatz 1 ⊙                | 1980er Jahre                              |                                    | Stadtverwaltung | Anfang der 1980er Jahre wurde das Gebäude vom Bankhaus Partin erbaut und diente als dessen Hauptsitz. Seit 2007 als Rathaus genutzt. | (weitere Bilder) |
| Altes Rathaus (Bad) Mergentheim (Altgemeinde) | Marktplatz 1 ⊙                  | 1562–1564                                 |                                    |                 | In solitärer Lage zwischen den Marktplätzen stehendes, dreigeschossiges Rathaus mit massiv gemauerten und verputzten Außenwänden. Nach oben mit drei Dachgeschossebenen unter einem Satteldach mit Schleppgauben abschließend. Das Alte Rathaus nimmt durch seine stadtbildprägende Lage im Zentrum von Bad Mergentheim eine markante Sonderstellung ein, womit zugleich seine Bedeutung als öffentliches Gebäude unterstrichen wird. | (weitere Bilder) |
| Rathaus Althausen (Altgemeinde)               | Freidorfplatz 1 ⊙               | 1839                                      | Putzbau                            |                 | Putzbau in Ecklage mit Walmdach. Doppelläufige Freitreppe und Schmuckportal. Runder Kellerbogen. |                  |
| Rathaus Apfelbach (Altgemeinde)               | Frühlingstraße 15 ⊙             |                                           |                                    |                 | |                  |
| Rathaus Dainbach (Altgemeinde)                | Kannenstraße 61 ⊙               | 1590                                      | Fachwerk                           |                 | Ehemaliges Rathaus. Zierfachwerkbau mit geschnitztem Eckpfeiler, Neidköpfen und alemannischem Fensterker. Profilierte Schwellen. 1590 bez. |                  |
| Rathaus Edelfingen (Altgemeinde)              | Ratsstraße 2 ⊙                  |                                           |                                    |                 | |                  |
| Rathaus Hachtel (Altgemeinde)                 | Ottmar-Mergenthaler-Straße 19 ⊙ | 1841                                      | Fachwerk                           | Museum          | Rathaus und Museum Ottmar Mergenthaler, 1954 zum 100. Geburtstag von Mergenthaler in Anlehnung an den Vorgängerbau von 1841, Geburtshaus von Mergenthaler (wohl Schul- und Rathaus) errichtet. Fachwerkbau mit profilierten Schwellen, Dachreiter. Im Giebel Uhr des Vorgängerbaus, 1841 bez. |                  |
| Rathaus Herbsthausen (Altgemeinde)            | Alte Kaiserstraße 21 ⊙          |                                           |                                    |                 | | (weitere Bilder) |
| Rathaus Löffelstelzen (Altgemeinde)           |                                 |                                           |                                    |                 | | (weitere Bilder) |
| Rathaus Markelsheim (Altgemeinde)             | Hauptstraße 35 ⊙                | 1532                                      | Fachwerk                           |                 | In Ecklage stehendes, zweigeschossiges Gebäude mit Satteldach mit Dachreiter; symmetrisch gegliederte, verputzte Fassade mit mittig liegendem Haupteingang und geohrten Fenster- und Türrahmen; das Erdgeschoss massiv mit Natursteingliederung, darüber verputzter Zierfachwerkaufsatz mit regelmäßiger Fensterreihung und zwei Eckerkern über Steinkonsolen mit spitzen Zeltdächern; bez. 1532.                                     | (weitere Bilder) |
| Rathaus Neunkirchen (Altgemeinde)             | Hans-Konrad-Geyer-Platz 12 ⊙    | 16.–17. Jh.                               | Fachwerk                           |                 | Rathaus. Sichtfachwerkbau mit profilierten Schwellen, zum Teil mit Klötzchenfries. Profiliertes Rundbogenportal, darüber Wappenstein. 16./17. Jahrhundert. |                  |
| Rathaus Rengershausen (Altgemeinde)           |                                 |                                           |                                    |                 | |                  |
| Rathaus Rot (Altgemeinde)                     | Oelbergstraße 16 ⊙              |                                           |                                    |                 | |                  |
| Rathaus Stuppach (Altgemeinde)                | Rengershäuser Straße 48 ⊙       | um 1835                                   | Putzbau                            |                 | Rathaus. Putzbau mit abgesetztem Dach und halbrundem Giebelfenster. Um 1835. | (weitere Bilder) |
| Rathaus Wachbach (Altgemeinde)                | Dorfstraße 109 ⊙                | 1834                                      | Putzbau                            |                 | Rathaus. Putzbau mit Walmdach, rundbogigen Fenstern und Portalen. 1834. |                  |

Bilder der Rathäuser

### Boxberg
Boxberg (ⓘ; 101,81 km²; 6.709 Einwohner; 66 EW je km²) mit den Stadtteilen Angeltürn, Bobstadt, Boxberg, Epplingen, Kupprichhausen, Lengenrieden, Oberschüpf, Schwabhausen, Schweigern, Uiffingen, Unterschüpf, Windischbuch und Wölchingen.
| Rathaus (Gemeinde bzw. Ortsteil)        | Adresse (Lage)          | Errichtungszeit (Jahr der Fertigstellung) | Typ (z. B. Fachwerk oder Steinbau) | Nutzung         | Anmerkungen und Beschreibungen | Bild             |
| --------------------------------------- | ----------------------- | ----------------------------------------- | ---------------------------------- | --------------- | --- | ---------------- |
| Rathaus Boxberg (Stadt)                 | Kurpfalzstraße 29 ⊙     | 1748                                      | Barockbau                          | Stadtverwaltung | Ehem. Amtsgericht, heutiges Rathaus. Reicher Barockbau mit Walmdach und Schmuckportal mit kurpfälzischem Wappen. 1748 von F.W. Rabaliatti. Mauer mit Torbogen und Scheuer auf ehemaliger Stadtmauer teilweise erhalten. | (weitere Bilder) |
| Altes Rathaus Boxberg (Altgemeinde)     | Kurpfalzstraße 18 ⊙     | 1610                                      | Fachwerkbau                        | Museum          | Ehemalige Johanniterkommende Boxberg sowie ehemaliges Rathaus. Heute Heimatmuseum. Zierfachwerkbau mit Vorstößen, Krüppelwalmdach. Rundbogiges Portal 1610 bez. Gefallenendenkmal mit Bronzetafeln, Anfg. 20. Jahrhundert. Das alte Boxberger Rathaus von 1610 beherbergt seit 1981 als Heimatmuseum die vielfältigen ortsgeschichtlichen Sammlungen.          |                  |
| Rathaus Angeltürn (Altgemeinde)         | Austraße 4 ⊙            |                                           |                                    |                 | Ehemaliges Rathaus und Schule in Angeltürn | (weitere Bilder) |
| Rathaus Bobstadt (Altgemeinde)          | Bergstraße 2 ⊙          | 1844                                      | Putzbau                            |                 | Ehemaliges Rathaus. Putzbau mit Walmdach und Sandsteingliederung. Eingangsloggia. 1844 als Schul- und Rathaus bez. |                  |
| Rathaus Epplingen (Altgemeinde)         |                         |                                           |                                    |                 | |                  |
| Rathaus Kupprichhausen (Altgemeinde)    |                         |                                           |                                    |                 | |                  |
| Rathaus Lengenrieden (Altgemeinde)      | Rudolf-Brand-Straße 5 ⊙ |                                           |                                    |                 | | (weitere Bilder) |
| Rathaus Oberschüpf (Altgemeinde)        |                         |                                           |                                    |                 | |                  |
| Rathaus Schwabhausen (Altgemeinde)      |                         |                                           |                                    |                 | |                  |
| Rathaus Schweigern (Altgemeinde)        | Bahnhofstraße 2 ⊙       |                                           |                                    |                 | | (weitere Bilder) |
| Rathaus Uiffingen (Altgemeinde)         |                         |                                           |                                    |                 | |                  |
| Rathaus Unterschüpf (Altgemeinde)       |                         |                                           |                                    |                 | Das Schloss Unterschüpf war einst der Sitz fränkischer Adliger. Es diente auch als Gottesdienstraum. Später wurde das Schloss als Rathaus und als Ortsgefängnis genutzt. Seit den 1980er Jahren wird das Gebäude als Schule für Sprachbehinderte genutzt. | (weitere Bilder) |
| Altes Rathaus Unterschüpf (Altgemeinde) |                         |                                           |                                    |                 | | (weitere Bilder) |
| Rathaus Windischbuch (Altgemeinde)      |                         |                                           |                                    |                 | |                  |
| Rathaus Wölchingen (Altgemeinde)        | Frankendomstraße 49 ⊙   | 1867                                      |                                    |                 | Das ehemalige Rathaus in Wölchingen wurde 1867 erbaut. Auffällig ist der kleine Glockenturm auf dem Dach, der früher zur Zeitansage und bei besonderen Anlässen genutzt wurde. Im Erdgeschoss befand sich eine Spritzenhalle, in der die örtliche Feuerwehr ihre Ausrüstung lagerte – ein Hinweis auf die Mehrfachnutzung öffentlicher Gebäude in dieser Zeit. | (weitere Bilder) |

Bilder der Rathäuser

### Creglingen
Creglingen (ⓘ; 117,22 km²; 4.453 Einwohner; 38 EW je km²) mit den Stadtteilen Archshofen, Blumweiler, Craintal, Creglingen, Finsterlohr, Frauental, Freudenbach, Münster, Niederrimbach, Oberrimbach, Reinsbronn, Schmerbach und Waldmannshofen.
| Rathaus (Gemeinde bzw. Ortsteil)       | Adresse (Lage)     | Errichtungszeit (Jahr der Fertigstellung) | Typ (z. B. Fachwerk oder Steinbau) | Nutzung                         | Anmerkungen und Beschreibungen | Bild             |
| -------------------------------------- | ------------------ | ----------------------------------------- | ---------------------------------- | ------------------------------- | --- | ---------------- |
| Rathaus Creglingen (Stadt)             | Torstraße 2 ⊙      | 1563, 1876                                |                                    | Stadtverwaltung                 | Ehem. Fruchtkasten und Schulhaus, massives Untergeschoss mit rundbogigen Eingängen von 1563 und Aufbau von 1875/76. | (weitere Bilder) |
| Altes Rathaus Creglingen (Altgemeinde) | Hauptstraße 13 ⊙   | 18. Jh.                                   | Massivbau                          |                                 | Altes Rathaus, Massivbau mit Walmdach in Ecklage, Mittelrisalit, 18. Jahrhundert. | (weitere Bilder) |
| Rathaus Archshofen (Altgemeinde)       |                    |                                           |                                    |                                 | |                  |
| Rathaus Blumweiler (Altgemeinde)       |                    |                                           |                                    |                                 | |                  |
| Rathaus Craintal (Altgemeinde)         | Craintal 2 ⊙       | 1832                                      | Fachwerkbau                        |                                 | Ehemaliges Rathaus, Fachwerkbau mit Dachreiter, Eckständer 1832 bez. | (weitere Bilder) |
| Rathaus Finsterlohr (Altgemeinde)      |                    |                                           |                                    |                                 | |                  |
| Rathaus Frauental (Altgemeinde)        | Frauental 1 ⊙      | 1575–1584                                 |                                    | Miets- und Gemeindehaus, Schule | Ehemaliges Verwaltungsgebäude der Ansbachschen Domäne, später Rathaus, heute Miets- und Gemeindehaus. Wohl unter Einbeziehung älterer Bauteile zwischen 1575 und 1584 errichtet. Ab 1791 im als Rathaus bis 1972 genutzt. |                  |
| Rathaus Freudenbach (Altgemeinde)      |                    |                                           |                                    |                                 | |                  |
| Rathaus Münster (Altgemeinde)          |                    |                                           |                                    |                                 | |                  |
| Rathaus Niederrimbach (Altgemeinde)    | Niederrimbach 58 ⊙ |                                           |                                    |                                 | Ehemaliges Rathaus. | (weitere Bilder) |
| Rathaus Oberrimbach (Altgemeinde)      |                    |                                           |                                    |                                 | |                  |
| Rathaus Reinsbronn (Altgemeinde)       |                    |                                           |                                    |                                 | |                  |
| Rathaus Schmerbach (Altgemeinde)       |                    |                                           |                                    |                                 | |                  |
| Rathaus Waldmannshofen (Altgemeinde)   |                    |                                           |                                    |                                 | |                  |

Bilder der Rathäuser

### Freudenberg
Freudenberg (ⓘ; 34,78 km²; 3.615 Einwohner; 104 EW je km²) mit den Stadtteilen Boxtal, Ebenheid, Freudenberg, Rauenberg und Wessental.
| Rathaus (Gemeinde bzw. Ortsteil) | Adresse (Lage)    | Errichtungszeit (Jahr der Fertigstellung) | Typ (z. B. Fachwerk oder Steinbau) | Nutzung               | Anmerkungen und Beschreibungen | Bild             |
| -------------------------------- | ----------------- | ----------------------------------------- | ---------------------------------- | --------------------- | --- | ---------------- |
| Rathaus Freudenberg (Stadt)      | Hauptstraße 152 ⊙ | 1499–1629                                 | Fachwerkbau                        | Stadtverwaltung       | Zweigeschossiger über hohem Hanggeschoss errichteter Fachwerkbau, das Erdgeschoss zum Teil massiv, mehrgeschossiges Satteldach mit Gauben und Dachreiter; reiche Zierfachwerkfassade mit Vorstößen; 1499 begonnen, 1605 in Richtung Burgberg erweitert samt Herstellung des seitlichen Prunkportals (bez. 1605), 1907 Herstellung des rückwärtigen zweigeschossigen Anbaus (ehem. Schule), neuerliche Erweiterung 1999. | (weitere Bilder) |
| Rathaus Boxtal (Altgemeinde)     | Kirchstraße 10 ⊙  |                                           |                                    |                       | |                  |
| Rathaus Ebenheid (Altgemeinde)   |                   |                                           |                                    |                       | |                  |
| Rathaus Rauenberg (Altgemeinde)  | Schulstraße 5 ⊙   |                                           |                                    |                       | | (weitere Bilder) |
| Rathaus Wessental (Altgemeinde)  | Mühltalstraße 7 ⊙ |                                           |                                    | Dorfgemeinschaftshaus | Ehemaliges Rathaus, später als Dorfgemeinschaftshaus eingerichtet. |                  |

Bilder der Rathäuser

### Großrinderfeld
Großrinderfeld (ⓘ; 56,28 km²; 4.088 Einwohner; 73 EW je km²) mit den Gemeindeteilen Gerchsheim, Großrinderfeld, Ilmspan und Schönfeld.
| Rathaus (Gemeinde bzw. Ortsteil)  | Adresse (Lage)          | Errichtungszeit (Jahr der Fertigstellung) | Typ (z. B. Fachwerk oder Steinbau) | Nutzung            | Anmerkungen und Beschreibungen | Bild             |
| --------------------------------- | ----------------------- | ----------------------------------------- | ---------------------------------- | ------------------ | ------------------------------ | ---------------- |
| Rathaus Großrinderfeld (Gemeinde) | Marktplatz 6 ⊙          |                                           |                                    | Gemeindeverwaltung |                                | (weitere Bilder) |
| Rathaus Gerchsheim (Altgemeinde)  |                         |                                           |                                    |                    |                                |                  |
| Rathaus Ilmspan (Altgemeinde)     | Schönfelder Straße 13 ⊙ |                                           |                                    |                    |                                | (weitere Bilder) |
| Rathaus Schönfeld (Altgemeinde)   |                         |                                           |                                    |                    |                                |                  |

Bilder der Rathäuser

### Grünsfeld
Grünsfeld (ⓘ; 44,72 km²; 3.640 Einwohner; 81 EW je km²) mit den Stadtteilen Grünsfeld, Grünsfeldhausen, Krensheim, Kützbrunn, Paimar und Zimmern.
| Rathaus (Gemeinde bzw. Ortsteil)      | Adresse (Lage)          | Errichtungszeit (Jahr der Fertigstellung) | Typ (z. B. Fachwerk oder Steinbau) | Nutzung         | Anmerkungen und Beschreibungen | Bild             |
| ------------------------------------- | ----------------------- | ----------------------------------------- | ---------------------------------- | --------------- | --- | ---------------- |
| Rathaus Grünsfeld (Stadt)             | Hauptstraße 12 ⊙        | 1579                                      | Fachwerkbau                        | Stadtverwaltung | Rathaus. Reicher Zierfachwerkbau von 1579 mit älteren Teilen.                                                                              | (weitere Bilder) |
| Rathaus Grünsfeldhausen (Altgemeinde) |                         |                                           |                                    |                 | | (weitere Bilder) |
| Rathaus Krensheim (Altgemeinde)       | Seestraße 16 ⊙          | 19. Jh.                                   | Massivbau                          |                 | Rathaus. Massivbau mit Halbwalm und rundem Kellerbogen. 1. Hälfte 19. Jahrhundert.                                                         |                  |
| Rathaus Kützbrunn (Altgemeinde)       |                         |                                           |                                    |                 | | (weitere Bilder) |
| Rathaus Paimar (Altgemeinde)          |                         |                                           |                                    |                 | |                  |
| Rathaus Zimmern (Altgemeinde)         | Grünsfelder Straße 22 ⊙ | 1877                                      | Massivbau                          | Kindergarten    | Ehemaliges Schul- und Rathaus. Zweigeschossiger Massivbau in Kalkstein mit Rotsandsteingliederungen, Mittelrisalit und Walmdach. 1877 bez. | (weitere Bilder) |

Bilder der Rathäuser

### Igersheim
Igersheim (ⓘ; 42,84 km²; 5.517 Einwohner; 129 EW je km²) mit den Gemeindeteilen Bernsfelden, Harthausen, Igersheim, Neuses und Simmringen.
| Rathaus (Gemeinde bzw. Ortsteil)  | Adresse (Lage)   | Errichtungszeit (Jahr der Fertigstellung) | Typ (z. B. Fachwerk oder Steinbau) | Nutzung            | Anmerkungen und Beschreibungen | Bild             |
| --------------------------------- | ---------------- | ----------------------------------------- | ---------------------------------- | ------------------ | --- | ---------------- |
| Rathaus Igersheim (Gemeinde)      | Möhlerplatz 1 ⊙  | ~16. Jh.–1852                             | Fachwerkbau                        | Gemeindeverwaltung | Freistehender verputzter Fachwerkbau mit Dachreiter. Doppelläufige Freitreppe. Runder und spitzer Kellerbogen, wohl 16. Jahrhundert. 1852 verändert. | (weitere Bilder) |
| Rathaus Bernsfelden (Altgemeinde) |                  |                                           |                                    |                    | |                  |
| Rathaus Harthausen (Altgemeinde)  | Hauptstraße 40 ⊙ | 1854                                      | Massivbau                          |                    | Ehemaliges Rathaus. Massivbau mit Mittelrisalit und Dachreiter in Ecklage. Obergeschoss mit geohrten Fenstern. 1854 bez.                             |                  |
| Rathaus Neuses (Altgemeinde)      |                  |                                           |                                    |                    | |                  |
| Rathaus Simmringen (Altgemeinde)  |                  |                                           |                                    |                    | |                  |

Bilder der Rathäuser

### Königheim
Königheim (ⓘ; 61,23 km²; 3.043 Einwohner; 50 EW je km²) mit den Gemeindeteilen Brehmen, Gissigheim, Königheim und Pülfringen.
| Rathaus (Gemeinde bzw. Ortsteil) | Adresse (Lage)           | Errichtungszeit (Jahr der Fertigstellung) | Typ (z. B. Fachwerk oder Steinbau) | Nutzung            | Anmerkungen und Beschreibungen | Bild             |
| -------------------------------- | ------------------------ | ----------------------------------------- | ---------------------------------- | ------------------ | --- | ---------------- |
| Rathaus Königheim (Gemeinde)     | Kirchplatz 2 ⊙           | 1707                                      | Fachwerkbau                        | Gemeindeverwaltung | Rathaus. Teilweise verkleideter Zierfachwerkbau mit Krüppelwalm und hohem Sockelgeschoss mit Steinschiebefenster. Ehemaliger Kellerbogen, bez. 1555. Fachwerk, bez. 1707. | (weitere Bilder) |
| Rathaus Brehmen (Altgemeinde)    | Gissigheimer Straße 14 ⊙ |                                           |                                    |                    | |                  |
| Rathaus Gissigheim (Altgemeinde) |                          |                                           |                                    |                    | |                  |
| Rathaus Pülfringen (Altgemeinde) | Dorfstraße 14 ⊙          |                                           |                                    |                    | Ehemaliges Schul- und Rathaus in Pülfringen. | (weitere Bilder) |

Bilder der Rathäuser

### Külsheim
Külsheim (ⓘ; 81,46 km²; 5.360 Einwohner; 66 EW je km²) mit den Stadtteilen Eiersheim, Hundheim, Külsheim, Steinbach, Steinfurt und Uissigheim.
| Rathaus (Gemeinde bzw. Ortsteil)       | Adresse (Lage)           | Errichtungszeit (Jahr der Fertigstellung) | Typ (z. B. Fachwerk oder Steinbau) | Nutzung         | Anmerkungen und Beschreibungen | Bild             |
| -------------------------------------- | ------------------------ | ----------------------------------------- | ---------------------------------- | --------------- | --- | ---------------- |
| Rathaus Külsheim (Stadt)               | Kirchbergweg 7 ⊙         | 12. Jh.                                   | Schloss                            | Stadtverwaltung | Schloss Külsheim, eine mittelalterliche Vierecksburg aus dem 12. Jahrhundert, heute wird sie zur Unterbringung der Stadtverwaltung als Rathaus genutzt.                        | (weitere Bilder) |
| Altes Rathaus Külsheim (Altgemeinde)   | Rathausstraße ⊙          | 1522, 1999                                | Fachwerkbau                        |                 | 1522 bezeichnet. Der spätgotische Baustil spiegelt sich besonders in den Gewänden der Fenster wider. Umfassend renoviert in den Jahren 1889 und 1933. Moderner Anbau von 1999. | (weitere Bilder) |
| Rathaus Eiersheim (Altgemeinde)        |                          |                                           |                                    | Wohnhaus        | | (weitere Bilder) |
| Rathaus Hundheim (Altgemeinde)         | Miltenberger Straße 16 ⊙ |                                           |                                    |                 | | (weitere Bilder) |
| Rathaus Steinbach (Altgemeinde)        |                          |                                           |                                    |                 | |                  |
| Rathaus Steinfurt (Altgemeinde)        |                          |                                           |                                    |                 | |                  |
| Rathaus Uissigheim (Altgemeinde)       | Burgstraße 3             | 1862                                      |                                    |                 | Rathaus Ussigheim. Massivbau mit Walmdach, doppelläufiger Freitreppe und verziertem Traufgesims, bez. 1862.                                                                    |                  |
| Altes Rathaus Uissigheim (Altgemeinde) | Ritter-Arnold-Straße 31  | 1878                                      |                                    |                 | Altes Rathaus Uissigheim. Massivbau mit segmentbogigem Portal mit Windfang. Bez. 1878.                                                                                         | (weitere Bilder) |

Bilder der Rathäuser

### Lauda-Königshofen
Lauda-Königshofen (ⓘ; 94,47 km²; 14,180 Einwohner; 150 EW je km²) mit den Stadtteilen Beckstein, Deubach, Gerlachsheim, Heckfeld, Königshofen, Lauda, Marbach, Messelhausen, Oberbalbach, Oberlauda, Sachsenflur und Unterbalbach.
| Rathaus (Gemeinde bzw. Ortsteil)                                      | Adresse (Lage)           | Errichtungszeit (Jahr der Fertigstellung) | Typ (z. B. Fachwerk oder Steinbau) | Nutzung         | Anmerkungen und Beschreibungen | Bild             |
| --------------------------------------------------------------------- | ------------------------ | ----------------------------------------- | ---------------------------------- | --------------- | --- | ---------------- |
| Rathaus Lauda-Königshofen (Doppelstadt) in Lauda (Stadt; Altgemeinde) | Marktplatz 1 ⊙           | 1982                                      |                                    | Stadtverwaltung | | (weitere Bilder) |
| Rathaus Beckstein (Altgemeinde)                                       |                          |                                           |                                    |                 | |                  |
| Rathaus Deubach (Altgemeinde)                                         |                          |                                           |                                    |                 | |                  |
| Rathaus Gerlachsheim (Altgemeinde)                                    | Würzburger Straße 51 ⊙   | 1850                                      | Massivbau                          | Sparkasse       | Ehemaliges Rathaus. Massivbau mit abgewalmtem Mansarddach; schlichte Gliederung. Schmuckportal mit Giebel. Mitte 19. Jahrhundert (um 1850).                       |                  |
| Rathaus Heckfeld (Altgemeinde)                                        | Gissigheimer Straße 27 ⊙ | 1866                                      |                                    |                 | | (weitere Bilder) |
| Rathaus Königshofen (Stadt; Altgemeinde)                              | Hauptstraße 46 ⊙         |                                           |                                    |                 | | (weitere Bilder) |
| Altes Rathaus Lauda (Altgemeinde)                                     | Rathausstraße 21 ⊙       | 1728                                      | Massivbau                          |                 | Altes Rathaus. Massivbau mit abgewalmtem Mansarddach, genuteten Ecklisenen und geohrten Tür- und Fensterrahmen. Seitlich rundbogige Einfahrt, 1728 bez.           | (weitere Bilder) |
| Rathaus Marbach (Altgemeinde)                                         |                          |                                           |                                    |                 | |                  |
| Rathaus Messelhausen (Altgemeinde)                                    |                          |                                           |                                    |                 | |                  |
| Rathaus Oberbalbach (Altgemeinde)                                     |                          |                                           |                                    |                 | |                  |
| Rathaus Oberlauda (Altgemeinde)                                       | Obere Raingasse 2 ⊙      | 1838                                      |                                    |                 | |                  |
| Rathaus Sachsenflur (Altgemeinde)                                     | Sachsenstraße 16 ⊙       | 19. Jh.                                   |                                    |                 | Ehemaliges Rathaus. Massivbau mit Fensterrahmungen und reicher Portalzone mit 3 segmentbogigen Öffnungen und geschnitzten Türblättern. 2. Hälfte 19. Jahrhundert. | (weitere Bilder) |
| Rathaus Unterbalbach (Altgemeinde)                                    | Amtmannsweg 1 ⊙          |                                           |                                    |                 | | (weitere Bilder) |

Bilder der Rathäuser

### Niederstetten
Niederstetten (ⓘ; 104,06 km²; 4.906 Einwohner; 47 EW je km²) mit den Stadtteilen Adolzhausen, Herrenzimmern, Niederstetten, Oberstetten, Pfitzingen, Rinderfeld, Rüsselhausen, Vorbachzimmern, Wermutshausen und Wildentierbach.
| Rathaus (Gemeinde bzw. Ortsteil)       | Adresse (Lage)          | Errichtungszeit (Jahr der Fertigstellung) | Typ (z. B. Fachwerk oder Steinbau) | Nutzung         | Anmerkungen und Beschreibungen | Bild             |
| -------------------------------------- | ----------------------- | ----------------------------------------- | ---------------------------------- | --------------- | --- | ---------------- |
| Rathaus Niederstetten (Stadt)          | Albert-Sammt-Straße 1 ⊙ | 1951/53                                   |                                    | Stadtverwaltung | Zweigeschossiger Bau, massives Erdgeschoss mit Laube, Obergeschoss mit Fachwerk, Satteldach mit Dachreiter, Architekt: Erwin Rohrberg, Stuttgart; 1951/53.                                                          | (weitere Bilder) |
| Rathaus Adolzhausen (Altgemeinde)      |                         |                                           |                                    |                 | |                  |
| Rathaus Herrenzimmern (Altgemeinde)    | Herrenzimmern 28 ⊙      | 19. Jh.                                   | Massivbau                          |                 | Ehemaliges Rathaus und Schule. Massivbau mit Eingangsturm über offener Vorhalle. Geschnitztes Türblatt. 2. Hälfte des 19. Jahrhunderts.                                                                             | (weitere Bilder) |
| Rathaus Oberstetten (Altgemeinde)      |                         |                                           |                                    |                 | |                  |
| Rathaus Pfitzingen (Altgemeinde)       | Pfitzingen 22 ⊙         | Anfang 20. Jh.                            |                                    |                 | Das Gebäude diente ab Anfang des 20. Jahrhunderts als „neues“ Rathaus. Davor wurde das „alte“ Rathaus (in Pfitzingen 52) genutzt.                                                                                   | (weitere Bilder) |
| Altes Rathaus Pfitzingen (Altgemeinde) | Pfitzingen 52 ⊙         | 1720                                      |                                    |                 | Das Gebäude diente bis Anfang des 20. Jahrhunderts als „altes“ Rathaus, bevor ein „neues“ Rathaus (in Pfitzingen 22) errichtet wurde. Gestelzter Putzbau mit hoher Freitreppe. Runder Kellerbogen, 1720 bezeichnet. | (weitere Bilder) |
| Rathaus Rinderfeld (Altgemeinde)       | Rinderfeld 7 ⊙          |                                           |                                    |                 | | (weitere Bilder) |
| Rathaus Rüsselhausen (Altgemeinde)     |                         |                                           |                                    |                 | |                  |
| Rathaus Vorbachzimmern (Altgemeinde)   |                         |                                           |                                    |                 | |                  |
| Rathaus Wermutshausen (Altgemeinde)    |                         |                                           |                                    |                 | |                  |
| Rathaus Wildentierbach (Altgemeinde)   | Wildentierbach 31 ⊙     | 19. Jh.                                   | Massivbau                          |                 | Massivbau mit Krüppelwalmdach und schlichter Gliederung. Runder Kellerbogen. Anfang 19. Jahrhundert. | (weitere Bilder) |

Bilder der Rathäuser

### Tauberbischofsheim
Tauberbischofsheim (ⓘ; 69,31 km²; 13,445 Einwohner; 194 EW je km²) mit den Stadtteilen Dienstadt, Distelhausen, Dittigheim, Dittwar, Hochhausen, Impfingen und Tauberbischofsheim.
| Rathaus (Gemeinde bzw. Ortsteil)          | Adresse (Lage)                         | Errichtungszeit (Jahr der Fertigstellung) | Typ (z. B. Fachwerk oder Steinbau)    | Nutzung         | Anmerkungen und Beschreibungen | Bild             |
| ----------------------------------------- | -------------------------------------- | ----------------------------------------- | ------------------------------------- | --------------- | --- | ---------------- |
| Rathaus (Tauberbischofsheim) (Kreisstadt) | Marktplatz 8 ⊙                         | 1867                                      | Buntsandsteinbau im neugotischen Stil | Stadtverwaltung | Der Vorgängerbau befand sich an gleicher Stelle. Am Ort des heutigen Mackert'schen Hauses (Hauptstr. 31) war das älteste Rathaus.                                               | (weitere Bilder) |
| Rathaus Dienstadt (Altgemeinde)           | Unterdorf (rechts neben dem Schulhaus) | 1853                                      | Massivbau                             | Abriss          | 1978 abgerissen im Zuge des Ausbaus der Ortsdurchfahrt. Bereits seit der Eingemeindung 1972 hat der Ortsvorsteher sein Amtszimmer in der alten Schule.                          |                  |
| Rathaus Distelhausen (Altgemeinde)        | Wolfgangstraße 4 ⊙                     | 1874                                      | Buntsandsteinbau                      |                 | Bau 1874 als Schulhaus – Umbau zum Rathaus im Jahr 1967 | (weitere Bilder) |
| Rathaus Dittigheim (Altgemeinde)          | Rathausplatz 8 ⊙                       | 1881                                      | Buntsandsteinbau                      |                 | Ehem. Schul- und Rathaus. | (weitere Bilder) |
| Rathaus Dittwar (Altgemeinde)             | Laurentiusstraße 9 ⊙                   |                                           |                                       | Ortschaftsrat   | Im ehemaligen Rathaus befand sich einst auch das dritte von vier bekannten Schulgebäuden im Ort (siehe Volksschule Dittwar). Heute wird es vom Dittwarer Ortschaftsrat genutzt. | (weitere Bilder) |
| Altes Rathaus Dittwar (Altgemeinde)       | Laurentiusstraße 1 ⊙                   | 1851                                      | Fachwerkbau                           | Wohnhaus        | Ehemaliges Schulhaus (zweites von vier bekannten Schulgebäuden im Ort, siehe Volksschule Dittwar), ehemaliges Rathaus und spätere Vollsbank Dittwar. Heute Wohnhaus.            | (weitere Bilder) |
| Rathaus Hochhausen (Altgemeinde)          |                                        |                                           |                                       |                 | |                  |
| Rathaus Impfingen (Altgemeinde)           | Taubertalstraße 2 ⊙                    |                                           |                                       |                 | | (weitere Bilder) |

Bilder der Rathäuser

### Weikersheim
Weikersheim (ⓘ; 80,94 km²; 7.902 Einwohner; 98 EW je km²) mit den Stadtteilen Elpersheim, Haagen, Honsbronn, Laudenbach, Nassau, Neubronn, Queckbronn, Schäftersheim und Weikersheim.
| Rathaus (Gemeinde bzw. Ortsteil)        | Adresse (Lage)         | Errichtungszeit (Jahr der Fertigstellung) | Typ (z. B. Fachwerk oder Steinbau) | Nutzung         | Anmerkungen und Beschreibungen | Bild             |
| --------------------------------------- | ---------------------- | ----------------------------------------- | ---------------------------------- | --------------- | --- | ---------------- |
| Rathaus Weikersheim (Stadt)             | Marktplatz 7 ⊙         | 1711                                      |                                    | Stadtverwaltung | Ehemaliger Kavaliersbau, später Dekanat, heute Rathaus. Zweigeschossiges, massives und verputztes Gebäude mit abgewalmtem Mansarddach mit dichter Standgaubenreihe; breit gelagerter, neunachsiger Baukörper mit Prunkportal mit rundbogigem Giebel, Inschrift und Wappen; 1711 als „Dreiparteienwohnhaus“ von Jakob Börel gebaut, 1968/69 Innerer Umbau im Erdgeschoss, 1976 Umnutzung zu Rathaus, 2001–2003 umfassende Restaurierung, Ersatz des rückwärtigen Treppenhauses. | (weitere Bilder) |
| Altes Rathaus Weikersheim (Altgemeinde) | Hauptstraße 26 ⊙       | 1567                                      |                                    |                 | Mehrfach umgebautes ehemaliges Rathaus. Anhand steinernem Erbauungsstein mit siegelähnlichem Wappen mit Krone und Inschrift 1567 bez. | (weitere Bilder) |
| Rathaus Elpersheim (Altgemeinde)        | Am Rathaus ⊙           | 1564, 1828                                | Putzbau                            |                 | Schul- und Rathaus. Putzbau von 1828. Keller mit rundbogigem Eingang, 1564 bez. | (weitere Bilder) |
| Rathaus Haagen (Altgemeinde)            | Haagen 10 ⊙            |                                           |                                    |                 | | (weitere Bilder) |
| Rathaus Honsbronn (Altgemeinde)         | Honsbronn 47 ⊙         | 1953                                      |                                    |                 | | (weitere Bilder) |
| Rathaus Laudenbach (Altgemeinde)        | Herrgottstraße 8 ⊙     |                                           |                                    |                 | |                  |
| Rathaus Nassau (Altgemeinde)            | Eulenstraße 2 ⊙        | 1780/90                                   | Fachwerkbau                        |                 | Ehem. Rathaus. Fachwerkbau mit Walmdach; massives Erdgeschoss mit geohrtem Portal von 1780/90. | (weitere Bilder) |
| Rathaus Neubronn (Altgemeinde)          |                        |                                           |                                    |                 | |                  |
| Rathaus Queckbronn (Altgemeinde)        |                        |                                           |                                    |                 | |                  |
| Rathaus Schäftersheim (Altgemeinde)     | Würzburger Straße 28 ⊙ |                                           |                                    |                 | | (weitere Bilder) |

Bilder der Rathäuser

### Werbach
Werbach (ⓘ; 43,18 km²; 3.180 Einwohner; 74 EW je km²) mit den Gemeindeteilen Brunntal, Gamburg, Niklashausen, Wenkheim, Werbach und Werbachhausen.
| Rathaus (Gemeinde bzw. Ortsteil)    | Adresse (Lage)         | Errichtungszeit (Jahr der Fertigstellung) | Typ (z. B. Fachwerk oder Steinbau) | Nutzung              | Anmerkungen und Beschreibungen | Bild             |
| ----------------------------------- | ---------------------- | ----------------------------------------- | ---------------------------------- | -------------------- | --- | ---------------- |
| Rathaus Werbach (Gemeinde)          | Hauptstraße 59 ⊙       |                                           |                                    | Gemeindeverwaltung   | | (weitere Bilder) |
| Rathaus Brunntal (Altgemeinde)      |                        |                                           |                                    |                      | |                  |
| Rathaus Gamburg (Altgemeinde)       |                        |                                           |                                    |                      | |                  |
| Rathaus Niklashausen (Altgemeinde)  | Wertheimer Straße 28 ⊙ | 1819                                      | Fachwerk                           | Amtsstube und Museum | Ehemaliges Rathaus, 1819 als Schulhaus mit Lehrerwohnung und Ratszimmer erbaut. Bis zum Neubau der Volksschule 1899 wurde im Gebäude Unterricht abgehalten. Fachwerk 1982 freigelegt. Heute Amtsstube und Heimatmuseum. Putzbau mit Halbwalm und rundem Kellerbogen. 1. Hälfte 19. Jahrhundert. Seit 1991 bestehende Pfeiferstube, 1999 zum Museum erweitert worden, Exponate u. a. aus dem Steinhauerhandwerk, der Ortsgeschichte und der bäuerlichen Lebenswelt. Erinnerung an den sog. Pfeiferhannes. | (weitere Bilder) |
| Rathaus Wenkheim (Altgemeinde)      |                        |                                           |                                    |                      | |                  |
| Rathaus Werbachhausen (Altgemeinde) |                        |                                           |                                    |                      | |                  |

Bilder der Rathäuser

### Wertheim
Wertheim (ⓘ; 138,63 km²; 22,874 Einwohner; 165 EW je km²) mit den Stadtteilen Bettingen, Dertingen, Dietenhan, Dörlesberg, Grünenwört, Höhefeld, Kembach, Lindelbach, Mondfeld, Nassig, Reicholzheim, Sachsenhausen, Sonderriet, Urphar, Waldenhausen und Wertheim.
| Rathaus (Gemeinde bzw. Ortsteil)     | Adresse (Lage)        | Errichtungszeit (Jahr der Fertigstellung) | Typ (z. B. Fachwerk oder Steinbau) | Nutzung         | Anmerkungen und Beschreibungen | Bild             |
| ------------------------------------ | --------------------- | ----------------------------------------- | ---------------------------------- | --------------- | --- | ---------------- |
| Rathaus Wertheim (Große Kreisstadt)  | Mühlenstraße 26 ⊙     | 1566                                      | Hofhaltung                         | Stadtverwaltung | Ehemalige Fürstlich Rosenberg’sche (katholische) Hofhaltung, heute Rathaus. Ein aus mehreren Bauphasen stammender und 1566 anstelle des aus dem 13. Jahrhundert stammenden Bronnbacher Hofes errichteter, einen Innenhof ausbildender Gebäudekomplex. Später mehrfach umgebaut und erweitert. | (weitere Bilder) |
| Altes Rathaus Wertheim (Altgemeinde) | Rathausgasse 10 ⊙     | 1540                                      |                                    | Museum          | Grafschaftsmuseum Wertheim, ehemalige Herrenhäuser, später Rathaus (1562/65–1988). | (weitere Bilder) |
| Altes Rathaus Wertheim (Altgemeinde) | Bahnhofstraße 1 ⊙     | um 1600                                   |                                    | Kulturhaus      | Ehemaliges Hospital, zeitweise Rathaus, heute Kulturhaus. Errichtet um 1600, nach 1732 Umbauten, 1867/68 Nordflügel. |                  |
| Rathaus Bettingen (Altgemeinde)      | Wolfsgasse 4 ⊙        |                                           |                                    |                 | |                  |
| Rathaus Dertingen (Altgemeinde)      | Aalbachstraße 35 ⊙    | um 1550, um 1700                          | Fachwerkbau                        |                 | Zweigeschossiges, traufständiges Rathaus mit seitlicher Durchfahrt im massiv gemauerten Erdgeschoss. Im Obergeschoss Sichtfachwerk mit Fries aus geraden Andreaskreuzen. Nach oben mit zwei Dachgeschossebenen unter einem Satteldach abschließend. Im Kern um 1550, Umbauten um 1700 und jüngere Überformungen. Die nach Norden aus dem Dorf führende, unter dem Rathaus verlaufende Straße wurde ursprünglich als Mittlerer Torweg bezeichnet. Nach dem Gemarkungsatlas 1925 nahm somit das Rathaus selbst zumindest kurzzeitig auch die Funktion eines Dorftores (Mittleres Tor) ein. | (weitere Bilder) |
| Rathaus Dietenhan (Altgemeinde)      |                       |                                           |                                    |                 | |                  |
| Rathaus Dörlesberg (Altgemeinde)     |                       |                                           |                                    |                 | |                  |
| Rathaus Grünenwört (Altgemeinde)     |                       |                                           |                                    |                 | |                  |
| Rathaus Höhefeld (Altgemeinde)       | Hauptring 27 ⊙        | 1843                                      | Massivbau                          |                 | Ehemaliges Rathaus. Massivbau mit Walmdach, doppelläufiger Freitreppe und rundbogigen Fenstern und Portal im Erdgeschoss. 1843 erbaut nach Plänen des Architekten August Moosbrugger (1802–1858). | (weitere Bilder) |
| Rathaus Kembach (Altgemeinde)        | Kembachtalstraße 42 ⊙ |                                           |                                    |                 | | (weitere Bilder) |
| Rathaus Lindelbach (Altgemeinde)     | Bettinger Weg 4 ⊙     |                                           |                                    |                 | |                  |
| Rathaus Mondfeld (Altgemeinde)       | Nibelungenstraße 41 ⊙ | 18. Jh.                                   |                                    |                 | Ehemaliges Rathaus. Massivbau mit Krüppelwalmdach und Halbkreisfenster im Giebel, ortsbildprägend. Ende 18. Jahrhundert. |                  |
| Rathaus Nassig (Altgemeinde)         |                       |                                           |                                    |                 | |                  |
| Rathaus Reicholzheim (Altgemeinde)   |                       |                                           |                                    |                 | |                  |
| Rathaus Sachsenhausen (Altgemeinde)  | Teilbachstraße 25 ⊙   | 1841                                      |                                    |                 | Ehemaliges Rathaus. Massivbau mit Walmdach in Ecklage. Eingangsloggia mit Rundbogen, bez. 1841. |                  |
| Rathaus Sonderriet (Altgemeinde)     | Wildbachstraße 44 ⊙   | 1909                                      | Massivbau                          |                 | Ehemaliges Rathaus. Massivbau mit Walmdach und seitlich geschweiftem Zwerchgiebel, bez. 1909. | (weitere Bilder) |
| Rathaus Urphar (Altgemeinde)         | Neuer Weg 2 ⊙         |                                           |                                    |                 | |                  |
| Rathaus Waldenhausen (Altgemeinde)   | Taubergasse 19 ⊙      |                                           |                                    |                 | |                  |

Bilder der Rathäuser

### Wittighausen
Wittighausen (ⓘ; 32,36 km²; 1.789 Einwohner; 55 EW je km²) mit den Gemeindeteilen Oberwittighausen, Poppenhausen, Unterwittighausen und Vilchband.
| Rathaus (Gemeinde bzw. Ortsteil)                                            | Adresse (Lage)            | Errichtungszeit (Jahr der Fertigstellung) | Typ (z. B. Fachwerk oder Steinbau) | Nutzung            | Anmerkungen und Beschreibungen                                                                                              | Bild             |
| --------------------------------------------------------------------------- | ------------------------- | ----------------------------------------- | ---------------------------------- | ------------------ | --- | ---------------- |
| Rathaus Wittighausen (Gemeinde) im Ortsteil Unterwittighausen (Altgemeinde) | Königstraße 17 ⊙          |                                           |                                    | Gemeindeverwaltung | | (weitere Bilder) |
| Rathaus Oberwittighausen (Altgemeinde)                                      |                           |                                           |                                    |                    | |                  |
| Rathaus Poppenhausen (Altgemeinde)                                          |                           |                                           |                                    |                    | |                  |
| Rathaus Unterwittighausen (Altgemeinde)                                     | Königstraße 15 ⊙          | 1800                                      | Massivbau                          | Sparkassen-Filiale | Ehemaliges Rathaus. Massivbau mit Krüppelwalm, Ecklisenen und Gesimsband. Rundbogiges Tor mit Wappen im Keilstein, um 1800. | (weitere Bilder) |
| Rathaus Vilchband (Altgemeinde)                                             | Am Kirchberg 7 (hinter) ⊙ | 1838                                      | Massivbau                          |                    | Ehemaliges Schul- und Rathaus. Massivbau mit doppelläufiger Freitreppe und Schmuckportal, 1838 bez.                         | (weitere Bilder) |

Bilder der Rathäuser